# Hiroyuki Yamaga
Hiroyuki Yamaga (山賀 博之?, Yamaga Hiroyuki; Niigata, 1962) è un regista, produttore cinematografico e sceneggiatore giapponese.

## Biografia
Uno dei fondatori della Gainax, è soprattutto noto per aver diretto nel 1987, a soli 24 anni, Le ali di Honneamise, il primo lungometraggio dello studio,, nel 2001 Mahoromatic, nel 2002 Abenobashi - Il quartiere commerciale di magia, e nel 2007 un episodio di Sfondamento dei cieli Gurren Lagann (2007). Scrisse anche la sceneggiatura di Gundam 0080: La guerra in tasca (1989).

## Nei media
Fu interpretato da Tsuyoshi Muro nella serie televisiva drammatica Aoi Honō, basata sul manga autobiografico del suo compagno di studi all'Osaka University of Arts Kazuhiko Shimamoto.

## Filmografia
| Anno | Film                                           | Regista | Sceneggiatore | Produttore | Note                                  |
| ---- | ---------------------------------------------- | ------- | ------------- | ---------- | ------------------------------------- |
| 1981 | Daicon III                                     | Si      |               |            | Cortometraggio, Animazione d'apertura |
| 1983 | Daicon IV                                      | Si      |               | Si         | Cortometraggio, Animazione d'apertura |
| 1987 | Le ali di Honneamise                           | Si      | Si            |            |                                       |
| 1988 | Gunbuster                                      |         | Si            |            | Miniserie                             |
| 1989 | Gundam 0080: La guerra in tasca                |         | Si            |            | Serie                                 |
| 1989 | Komatsu Sakyo Anime Gekijo                     |         | Si            |            |                                       |
| 1991 | Otaku no video                                 |         | Si            |            | Miniserie                             |
| 1995 | Neon Genesis Evangelion                        |         |               | Si         | Miniserie                             |
| 1997 | Neon Genesis Evangelion: The End of Evangelion |         |               | Si         |                                       |
| 2000 | FLCL                                           |         |               | Si         | Serie                                 |
| 2001 | Mahoromatic                                    | Si      | Si            |            | Series                                |
| 2002 | Yucie                                          |         | Si            |            | Serie                                 |
| 2002 | Abenobashi - Il quartiere commerciale di magia | Si      | Si            | Si         | Serie                                 |
| 2003 | Sky Blue                                       |         |               | Si         |                                       |
| 2004 | This Ugly yet Beautiful World                  |         | Si            |            | Serie                                 |
| 2005 | He Is My Master                                |         |               | Si         | Serie                                 |
| 2007 | Sfondamento dei cieli Gurren Lagann            | Si      |               |            | Serie                                 |
| 2008 | La principessa cadavere                        |         |               | Si         |                                       |
| 2011 | Dantalian no shoka                             |         | Si            |            |                                       |
| 2016 | Omoi no Kakera                                 |         |               | Si         | Cortometraggio                        |
| TBD  | The Zero Century                               | Si      |               |            |                                       |
| TBD  | Blue Uru                                       | Si      | Si            | Si         |                                       |